# Hoplia gabonica
Hoplia gabonica är en skalbaggsart som beskrevs av Moser 1918. Hoplia gabonica ingår i släktet Hoplia och familjen Melolonthidae. Inga underarter finns listade i Catalogue of Life.